# ITF Bellinzona
Das ITF Bellinzona (offiziell: Pax Italia Bellinzona Ladies Open, früher auch Bellinzona Ladies Open bzw. Raiffeisen Bellinzona Ladies Open) ist ein Tennisturnier der ITF Women’s World Tennis Tour, das in Bellinzona, Schweiz auf Sandplatz ausgetragen wird.

## Siegerliste

### Einzel
| Jahr               | Siegerin        | Finalgegnerin      | Ergebnis      |
| ------------------ | --------------- | ------------------ | ------------- |
| ↓ Kategorie: W60 ↓ |                 |                    |               |
| 2021               | Julia Grabher   | Lucia Bronzetti    | 6:2, 6:3      |
| 2022               | Raluca Șerban   | Ekaterine Gorgodse | 6:3, 6:0      |
| 2023               | Mirra Andrejewa | Fiona Ferro        | 2:6, 6:1, 6:4 |
| ↓ Kategorie: W75 ↓ |                 |                    |               |
| 2024               | Loïs Boisson    | Anna Bondár        | 6:3, 2:6, 6:4 |

### Doppel
| Jahr               | Siegerinnen                      | Finalgegnerinnen                | Ergebnis           |
| ------------------ | -------------------------------- | ------------------------------- | ------------------ |
| ↓ Kategorie: W60 ↓ |                                  |                                 |                    |
| 2021               | Anna Danilina Ekaterine Gorgodse | Rebecca Marino Yūki Naitō       | 7:5, 6:3           |
| 2022               | Alicia Barnett Olivia Nicholls   | Xenia Knoll Oxana Selechmetjewa | 67:7, 6:4, [10:6]  |
| 2023               | Conny Perrin Anna Sisková        | Freya Christie Ali Collins      | 3:6, 7:69, [10:5]  |
| ↓ Kategorie: W75 ↓ |                                  |                                 |                    |
| 2024               | Jesika Malečková Conny Perrin    | Carmen Corley Ivana Corley      | 6:74, 7:67, [10:7] |

## Quelle
- Bellinzona 2022 auf der Website der ITF